# Lázaro Cárdenas, Socoltenango
Lázaro Cárdenas är en ort i Mexiko.   Den ligger i kommunen Socoltenango och delstaten Chiapas, i den sydöstra delen av landet, 800 km sydost om huvudstaden Mexico City. Lázaro Cárdenas ligger 610 meter över havet och antalet invånare är 311.
Terrängen runt Lázaro Cárdenas är kuperad västerut, men österut är den platt. Runt Lázaro Cárdenas är det ganska glesbefolkat, med 35 invånare per kvadratkilometer. Närmaste större samhälle är San Vicente la Mesilla, 7,0 km öster om Lázaro Cárdenas. Omgivningarna runt Lázaro Cárdenas är en mosaik av jordbruksmark och naturlig växtlighet.